# Kopparbärs Rock
Kopparbärs rock  är ett musikalbum med klassiska svenska dansbands- och rocklåtar som släpptes av Mariann Grammofon Music AB 1997.

## Låtar
1. De' e' sommar - Ronny & Ragge (P. Frisk/P. Settman/F. Granberg, 1993)
2. Raggare - Eddie Meduza (E. Meduza, 1986)
3. Folköl och dunkadunka - Svenne Rubins (S. Rubin, 1992)
4. Let's dance - Ola & The Janglers (J. Lee, 1968)
5. Blända av till halvljus (Living next door to Alice) - Stefan & Krister (Chinn/Chapman, K. Claesson, 1994)
6. Leader of the gang - Highway Stars (G. Glitter/M. Leander, 1993)
7. Who's gonna follow you home - Jerry Williams (Norell/Oson/Bard, 1990)
8. En stor stark - Kjell Höglund (K. Höglund, 1989)
9. Ooa hela natten - Attack (Eriksson/Uhr, 1991)
10. Blue Hawaii - Black Ingvars (Rose-Marie Stråhle, 1995)
11. Evert - Eddie Meduza (E. Meduza, 1995)
12. Hey baberiba (Hey ba ba re bop) - Rockfolket (L. Hampton/C. Hamner, 1972)
13. Diggety Doggety - Little Gert (B. Erman, 1978)
14. En gammal Amazon - Svenne Rubins (S. Rubin, 1993)
15. Rara, söta Anna - Ronny & Ragge (C. Sandelin/T. Ekman/P. Settman/F. Granberg, 1993)
16. Under the Boardwalk - The Boppers (Resnick/Young, 1992)
17. Ge mig en öl - Kenneth & the Knutters (B. Boom-Boom/K. Kenneth/P. Pilsner, 1993)
18. Bonnie Bee - Janne Lucas (C. Underwood, 1997)
19. Sommarnatt - Snowstorm (Diedricsson/Ferm, 1980)
20. Did I Tell You - Jerry Williams (G. Povey, 1989)
21. Rollin' down - Eddie Meduza (E. Meduza, 1995)
22. Säg inte nej, säg kanske - Flintstens med Stanley (I. Hellberg, 1995)